# شفيرتشوف
شفيرتشوف هي قرية في التقسيم الإداري فيدافا، داخل مقاطعة لاسك في محافظة وودج، في وسط بولندا.  تقع حوالي 3 كيلومتر (2 ميل) شمال غرب ويدوا، 22 كيلومتر (14 ميل) جنوب غرب لاسك و 53 كيلومتر (33 ميل) جنوب غرب العاصمة الإقليمية وودج.